# St. Agatha (Maine)
St. Agatha es un pueblo ubicado en el condado de Aroostook en el estado estadounidense de Maine. En el Censo de 2010 tenía una población de 747 habitantes y una densidad poblacional de 8,23 personas por km².

## Geografía
St. Agatha se encuentra ubicado en las coordenadas 47°14′9″N 68°19′2″O / 47.23583, -68.31722. Según la Oficina del Censo de los Estados Unidos, St. Agatha tiene una superficie total de 90.73 km², de la cual 76.43 km² corresponden a tierra firme y (15.77%) 14.3 km² es agua.

## Demografía
Según el censo de 2010, había 747 personas residiendo en St. Agatha. La densidad de población era de 8,23 hab./km². De los 747 habitantes, St. Agatha estaba compuesto por el 99.06% blancos, el 0.27% eran afroamericanos, el 0.27% eran amerindios, el 0.13% eran asiáticos, el 0% eran isleños del Pacífico, el 0% eran de otras razas y el 0.27% pertenecían a dos o más razas. Del total de la población el 0.13% eran hispanos o latinos de cualquier raza.